# Lethe conspicua
Lethe conspicua är en fjärilsart som beskrevs av Clayton Dissinger Mell 1942. Lethe conspicua ingår i släktet Lethe och familjen praktfjärilar. Inga underarter finns listade i Catalogue of Life.